# جورجيانا كافنديش، دوقة ديفونشير
جورجيانا كافيندش، دوقة ديفونشير (اسم عائلتها قبل الزواج: سبينسر؛ 7 يونيو 1757 – 30 مارس 1806)، كانت اجتماعية إنجليزية، ومنظمة سياسية، وأيقونة في الموضة، ومؤلفة وناشطة. ولدت من عائلة سبينسر النبيلة، وتزوجت من عائلة كافنديش. كانت الزوجة الأولى لوليم كافنديش، الدوق الخامس لديفونشير، وأم الدوق السادس لديفونشير.
بكونها دوقة ديفونشير، نالت الكثير من الاهتمام والشهرة في المجتمع خلال حياتها. إذ بامتلاكها منصبًا بارزًا في إنجلترا حينها، اشتهرت الدوقة بجاذبيتها، وتأثيرها السياسي، وجمالها، وترتيباتها الزوجية الفريدة، وصلاتها الغرامية، ومخالطاتها الاجتماعية، والمقامرة.
كانت العمة الكبرى لديانا، أميرة ويلز. إلا أن حياة الاثنتين، التي فصلت بينهما قرون عدّة، شهدت مأساة متقاربة. هي أيضًا العمة الكبيرة للملكة إليزابيث الثانية من طرف جدة الملكة من أمها.

## نشأتها وعائلتها

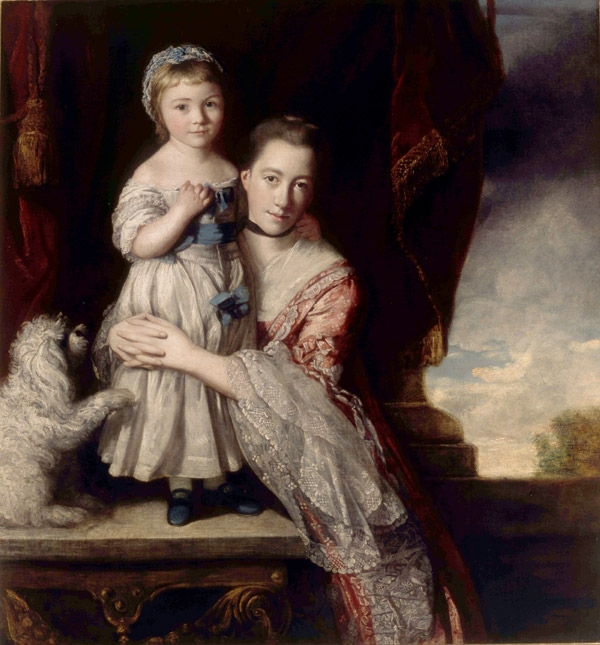
صورة لجورجينا بوينتز، الكونتيسة سبنسر، وابنتها، بريشة جوشوا رينولدز.

ولدت الدوقة ميس جورجينا سبينسر في السابع من يونيو 1757، أول طفلة لجون سبنسر (لاحقًا إيرل) وزوجته جورجيانا (كنيتها قبل الزواج: بوينز، كونتيسة سبنسر لاحقًا)، في منزل عائلة سبنسر، ألثورب. بعد ولادة ابنتها، كتبت أمها ليدي سبينسر: «أشعر بانحيازي لك يا صغيرتي، لدرجة أني لن أحب أحدًا آخر ذات القدر». تبعها اثنان أخوة: هينرييتا (هارييت) وجورج. (أصبحت ابنة أختها هنريتا، ليدي كارولين لامب، كاتبة وعشيقة اللورد بايرون). كان السيد جون سبنسر حفيد جون تشرشل، دوق مارلبورو الأول، من أسرة إنكليزية نبيلة ثرية. بنى بيتًا لعائلة سبنسر في سانت جيمس، لندن، وربى أولاده هناك. عاش الوالدان وربيا جورجيانا وأخواتها في سعادة، لم يذكر أبدًا وجود أي علاقات خارج نطاق الزواج، وهو ما كان نادرًا وقتئذ. في غضون ذلك، ترعرت جورجيانا قريبة من أمها، التي قالت إنها فضلتها على باقي إخوتها.
عندما حصل أبوها على لقب فيكونت سبنسر سنة 1761، صارت هي الموقرة جورجيانا سبنسر. في سنة 1765، صار أبوها إيرل سبنسر، وهي ليدي جورجيانا سبنسر.

## الزواج والأبناء
في عيد ميلادها السابع عشر، يونيو 1774، تزوجت السيدة جورجيانا سبنسر من السيد الخلوق ويليام كافنديش، دوق ديفونشير الخامس (البالغ من العمر حينها 25 عامًا). تم حفل الزفاف في كنيسة أبرشية ويمبلدون. كان الزفاف عبارة عن حفل صغير حضره والداها فقط، وجدتها لوالدها ليدي كوبر، وأحد أصهارها، وسلفتها المقبلة، دوقة بورتلاند. كان والداها مترددين عاطفيًا في ترك ابنتهما ترحل من المنزل، لكنها كانت متزوجة بأحد أغنى وأقوى الرجال في البلد. كتب لها والدها، الذي كان دائمًا يبدي الحنان لأولاده: «يا أغلى جورجيانا، لم أعرف حتى وقت قريب كم أحبك؛ أنا أفتقدك أكثر كل يوم وكل ساعة». استمرت الأم وابنتها بكتابة الخطابات لبعضهما البعض، والكثير من رسائلهما بقي محفوظَا إلى اليوم.
منذ بداية الزواج، تبين أن دوق دوفونشير رجل متحفظ عاطفيًا مختلف تمامًا عن والد الدوقة ولا يسد حاجات الدوقة العاطفية. كانت القواسم المشتركة بين الزوجين قليلة. نادرًا ما أمضى الوقت بجانبها وقضى لياليه يلعب الورق عند بروك. استمر الدوق في ممارسة الجنس خارج الزواج طيلة حياته الزوجية، وحلّ الشقاق بينهما بعد عدة محاولات حمل انتهت بالإجهاض أو الفشل في إنجاب وريث ذكر.
قبل زواجهما، أنجب الدوق ابنة غير شرعية، شارلوت وليامز، بعد نزوة عابرة أقامها مع صانعة قبعات تدعى شارلوت سبينسر (لا علاقة لها بعائلة سبينسر المعروفة). لم تدري الدوقة بذلك سوى بعد سنوات من زواجها بالدوق. بعد موت والدة الطفل، أجبرت الدوقة على تربية شارلوت بنفسها. كانت الدوقة «سعيدة جدًا» بشارلوت، مع أن أمها ليدي سبينسر عبرت عن عدم موافقتها: «آمل أنك لم تتحدث عنها للناس»، فأجابت جورجيانا: «إنها أجمل طفلة رقيقة رأيتها على الإطلاق».
في سنة 1782، فيما كان الدوقة في خلوة من لندن مع الدوق، التقت السيدة إليزابيث فوستر (المعروفة باسم «بيس») في مدينة باث. صارت صديقة حميمة للسيدة إليزابيث، التي أضناها العجز بعد انفصالها عن زوجها وابنيها. نظرًا للعلاقة التي تطورت بين السيدتين (والموقف الصعب الذي مرت به صديقتها الجديدة)، وبموافقة الدوق، وافقت الدوقة على أن تعيش السيدة إليزابيث معهما. عندما بدأ الدوق علاقة جنسية مع ليدي إليزابيث، دخل الثلاثة في علاقة ثلاثية الأطراف، ورتب أن تعيش ليدي إليزابيث معهم بشكل دائم. وفي حين كان شائعًا أن يكون بين أعضاء الطبقة العليا من الذكور عشيقات، لم يكن شائعًا أو مقبولًا أن تعيش عشيقة على هذا النحو الصريح مع زوجين. علاوة على ذلك، كانت الدوقة وحيدة جدًا منذ زواجها بالدوق، وأخيرًا بعد أن وجدت ما اعتقدت أنها الصديقة المثالية، صارت معتمدة عاطفيًا على الليدي إليزابيث. مع غياب أي بديل، انخرطت الدوقة في علاقة بين زوجها الدوق وصديقتها المقربة. يشار إلى الترتيب بين هؤلاء الثلاثة على نحو أكثر شيوعًا باسم «علاقة ثلاثية الأطراف»، ولكن في حين كانت العلاقة بين الدوق والليدي إليزابيث جنسية بوضوح، لا يوجد دليل ملموس على أي شيء يتجاوز الاعتماد العاطفي، والمودة الخاصة المفتوحة من جانب الدوقة تجاه السيدة إليزابيث. في إحدى رسائلها، كتبت دوقة ديفونشر للسيدة إليزابيث: «عزيزتي بيس، هل تسمعين صوت قلبي ينده لك؟ هل تشعرين ما الذي يعنيه لي الانفصال عنك؟» مع ذلك، حسدتها السيدة إليزابيث فوستر، وتمنت أن تكون مكانها. على الرغم من حسدها، أحبت السيدة إليزابيث جورجيانا حقًا؛ بعد سنوات من وفاتها، عثر على قلادة تحمل علبة فيها شعر لجورجيانا حول عنق إليزابيث، إضافة إلى سوار يحوي أيضًا على شعر الدوقة على طاولة بجانب الفراش الذي توفيت فيه. شقّت السيدة إليزابيث طريقها بين الزوجين مستغلة صداقة الدوقة وتعاونها معها «ومهندسة طريقها» إلى علاقة جنسية مع الدوق. شاركت السيدة إليزابيث في علاقات جنسية مع رجال آخرين عندما كانت في علاقة ثلاثية مع الدوق والدوقة. بين المعاصرين في ذلك الوقت، كانت العلاقة بين دوقة ديفونشير والليدي إليزابيث فوستر موضوع تكهنات استمرت إلى فترات لاحقة. كان موضوع «مثلث الحب» ذاته موضوعًا سيئ السمعة؛ كان ترتيبًا غير شرعي في زواج رفيع المستوى. أنتجت علاقة السيدة إليزابيث بالدوق ولدين غير شرعيين: ابنة اسمها كارولين روزالي سانت جولز، وابن يدعى أغسطس كليفورد.
رغم عدم شعورها بالسعادة تجاه زوجها المتفكك ومحب النساء، وزواجها المتقلب، فإن الدوقة، كما أملت عليها الأعراف المطبقة حينها، لم يكن مسموحا لها اجتماعيًا أن تأخذ حبيبًا لها دون أن تنجب منه وريثًا شرعيًا. أدى أول حمل ناجح إلى ولادة السيدة جورجيانا دوروثي كافنديش في 12 يوليو 1783. سميت «جي الصغيرة»، وأصبحت كونتيسة كارلايل. نمت لدى الدوقة مشاعر أمومة قوية منذ تربية شارلوت، وأصرت على إرضاع أولادها (خلافًا للعرف الأرستقراطي بأن يكون لديها مرضعة). في 29 أغسطس 1785، أدى حمل ناجح ثان إلى ولادة أخرى: ليدي هارييت إليزابيث كافنديش، التي دعيب «هاريو»، والتي أصبحت كونتيسة غرانفيل، وأنجبت أطفالًا من رحمها. أخيرًا، في 21 مايو 1790، أنجبت الدوقة وريثًا ذكرًا للدوقية: ويليام جورج سبنسر كافيندش، الذي حصل على لقب مركيز هارتينغتون عند ولادته وكان يدعى «هارت». لم يكن ليتزوج أبدًا، وأطلق عليه لقب «دوق العزوبية».